# Кобізька Наталія Олександрівна
Кобізька́ Ната́лка Олекса́ндрівна (нар. 7 серпня 1991, с. Рашівка, Полтавська область, Україна) — українська акторка театру та кіно.

## Життєпис
Народилася 7 серпня 1991 року в селі Рашівка, Гадяцького району Полтавської області. Закінчила Київський національний університет культури і мистецтв у 2014 році (акторський курс Нінель Биченко).

## Кар'єра
З 2015 року Наталка Кобізька грає у виставах театрального колективу «Чесний театр» (режисерка — Катерина Чепура), а з 2016 року — в українському незалежному театрі «Дикий Театр» — дебютувала роллю Аврори у вистави «Афродизіак» режисера Максима Голенко.
Зі студентських років почала зніматися в кіно. Перша роль — Ганна Сомко у фільмі «Гетьман», що вийшов в широкий прокат в 2015 році.
В 2018 році зіграла головну роль в українському комедійному серіалі Марк+Наталка, який вийшов на телеканалі ICTV.
В 2019 році знялась в ролі Ганусі у фільмі режисерки Олени Дем'яненко «Гуцулка Ксенія».
З 2020 по 2021 роки працювалав в співавторстві та головною героїнею вебсеріалу Стефка. 

## Театральні роботи
Чесний театр (м. Київ)
- 2014 — «Бояриня» за поемою Лесі Українки; реж. Катерина Чепура — мати Степана
- 2015 — «Катерина» поемою Тараса Шевченка; реж. Катерина Чепура — сучасна Катерина
- 2016 — «Ніч 16 січня» за однойменною п'єсою» Айн Ренд; реж. Катерина Чепура — суддя
- 2017 — «Політично ненадійний» Івана Франка; реж. Катерина Чепура — втілення Івана Франка

Дикий Театр (м. Київ)
- 2016 — «Афродизіак» Віктора Понізова; реж. Максим Голенко — Аврора[2]
- 2017 — «Бути знизу» Юлії Тупікіної; реж. Юлія Мороз — Віра
- 2017 — «Попи, Мєнти, Бабло, Баби» Віктора Понізова; реж. Максим Голенко — Каріна[5]
- 2017 — «Вій 2:0» Наталії Ворожбит; реж. Максим Голенко  — бабка
- 2018 — «Жінко, сядь» за п’єсою «Любов сильніша» Наталі Блок; реж. Максим Голенко — Юля[6]
- 2018 — «Ми всі дорослі люди» за п’єсою «Історії буденного шаленства» Петра Зеленка; реж. Катерина Башкіна — Аліція[7]
- 2019 — «Кайдаші 2.0.» Наталії Ворожбит; реж. Максим Голенко — Одарка[8]
- 2019 — «Коли опускаються руки» спецпроєкт в рамках «TEDxYouth@Kyiv»; реж. Наталка Сиваненко[9]
- 2019 — «Шрами»; реж. Наталка Сиваненко [10]
- 2019 — «Поліамори» за п’єсою Наталі Блок; реж. Максим Булгаков — Юля[11]
- 2020 — «Лабрадор» вистава-читка; реж. Наталка Сиваненко — Саша[12]
- 2020 — «Червоне, чорне і знову червоне» сценарної команди «Піратська Бухта»; реж. Максим Голенко — Катька[13]

Київський академічний театр драми і комедії на лівому березі Дніпра
- 2021, 5 січня — «Дім» Ніколи МакКартні; реж. Тамара Трунова (онлайн-прем’єра в рамках Літературно-перекладацького фестивалю Translatorium відбулася 17 листопада, допрем'єрний показ — 21 грудня 2020 року)[14][15]

## Фільмографія
| Рік  | Назва                  | Роль           | Країна  | Режисер                            | Примітки                     |
| ---- | ---------------------- | -------------- | ------- | ---------------------------------- | ---------------------------- |
| 2024 | Крашанка               |                | Україна | Тарас Дудар                        | комедія                      |
| 2021 | Дон Жуан із Жашкова    |                | Україна | Віктор Буток                       | повнометражний ігровий фільм |
| 2020 | Стефка                 | Стефка         | Україна | Наталка Кобізька, Юлія Кобізька    | вебсеріал                    |
| 2020 | Простір/Space          |                | Україна | Дмитро Томашпольський              | ігровий фільм в жанрі SCI-FI |
| 2020 | Вася і карантин        | Валя           | Україна | Аркадій Непиталюк, Ігор Білиць     | інтерактивний вебсеріал      |
| 2019 | Вечірка 3              | Таня           | Україна | Олексій Даруга                     | комедійний серіал            |
| 2019 | Гуцулка Ксенія         | Гануся         | Україна | Олена Дем'яненко                   | фільм-мюзикл                 |
| 2019 | Течія                  | Люська         | Україна | Поліна Горобець                    | короткометражка              |
| 2019 | Нічний Швидкий         | епізод         | Україна | Марина Артеменко, Оксана Артеменко | короткометражка              |
| 2018 | Вечірка 2              | Таня           | Україна | Олексій Даруга                     | комедійний серіал            |
| 2018 | Марк + Наталка         | Наталка        | Україна | Олексій Даруга                     | сітком                       |
| 2018 | Чоловік                | Дружина        | Україна | Оксана Артеменко                   | короткометражка              |
| 2017 | Казка старого мельника | Мара           | Україна | Олександр Ітигілов                 | озвучка                      |
| 2017 | Моя бабуся Фані Каплан | Ганна Пігіт    | Україна | Олена Дем'яненко                   | озвучка                      |
| 2016 | 99 днів                | Марина Руденко | Україна | Тетяна Алфьорова                   | сітком                       |
| 2016 | Сходознавець           | Невістка       | Україна | Анастасія Матєшко                  | короткометражка              |
| 2016 | Весна, приходи!        | Весна          | РФ      | Єлизавета Клейнот                  | озвучка                      |
| 2016 | Ржака                  | хлопушка Катя  | Україна | Дмитро Тимошпольський              |                              |
| 2015 | Гетьман                | Ганна Сомко    | Україна | Валерій Ямбурський                 |                              |

## Нагороди та номінації
| Нагороди й номінації | Нагороди й номінації                                                             | Нагороди й номінації          | Нагороди й номінації                                   | Нагороди й номінації |
| Рік                  | Премія                                                                           | Номінація                     | Робота                                                 | Результат            |
| -------------------- | -------------------------------------------------------------------------------- | ----------------------------- | ------------------------------------------------------ | -------------------- |
| 2019                 | «Дикий Театр»                                                                    | Best Wild 2019                | Найкраща актриса                                       | Перемога             |
| 2019 27 березня      | IV театральна премія «Дзеркало сцени» (газета «Дзеркало тижня. Україна» м. Київ) | Акторська харизма             | «Жінко, сядь»                                          | Номінація            |
| 2018                 | «Дикий Театр»                                                                    | Best Wild 2018 за трудоголізм | Зіграла найбільше вистав серед усіх актрис — 36 зі 106 | Перемога             |